# Huvudstadsprovinsen, Kuwait
För andra betydelser, se Huvudstadsprovinsen.
Huvudstadsprovinsen, på arabiska Muhafazat al-Asima (مُحَافَظَة اَلْعَاصِمَة), ibland förkortat till al-Asima (som betyder huvudstaden), även kallad al-Kuwait (الكويت, al-Kuwayt), är en provins (muhafaza) i Kuwait som omfattar den centrala delen av huvudstaden Kuwait. Antalet invånare beräknades vara 584 313 i december 2018, och arean är 200 kvadratkilometer.
I provinsen finns bland annat dessa distrikt:
- al-Dasma
- al-Shamiyya
- al-Murqab